# Мориц фон Якоби
Вижте пояснителната страница за други личности с името Якоби.
Борис Семьонович Яко́би (на руски: Борис Семёнович Якоби), роден Мориц Херман фон Якоби (на немски: Moritz Hermann von Jacobi), е германски и после руски физик и електроинженер, член на Петербургската академия на науките (днес Руска академия на науките) от 1839 г.
Мориц Херман фон Якоби е роден в състоятелно еврейско семейство. Баща му Симон Якоби е личен банкер на краля на Прусия Фридрих Вилхелм III; майка му Рахел Леман е домакиня.
Мориц Якоби постъпва отначало в Хумболтовия университет в Берлин, после завършва физика в Гьотингенския университет. След дипломирането си до 1833 година ръководи строителство в Прусия.
През 1834 г. става преподавател в Кьонигсбергския университет, където преподава по-малкият му брат Карл. През май същата година конструира първия в света електрически двигател с непосредствено въртене на рабония вал.
Работата му е високо оценена от Василий Струве и по негова препоръка през 1835 г. е поканен на длъжност професор в немскоезичния Дерптски университет в катедрата по гражданска архитектура.
Продължава изследванията си по елестротехника. С електродвигател задвижва дори кораб през 1838 г. Съвместно с Хайнрих Ленц изследва електромагнитите. Прави експерименти по галванопластика (1838).
От 1840 до 1850 г. конструира телеграфни апарати, включително и буквопечатащ апарат. Построява подземни телеграфни линии и създава кабели и начини за производството им.